# Tros (Ryn)
Tros (deutsch Trossen) ist ein Dorf in der polnischen Woiwodschaft Ermland-Masuren und gehört zur Stadt- und Landgemeinde Ryn (Rhein) im Powiat Giżycki (Kreis Lötzen).

## Geographische Lage
Tros liegt in der östlichen Mitte der Woiwodschaft Ermland-Masuren, 14 Kilometer südwestlich der Kreisstadt Giżycko (Lötzen) und sechs Kilometer nordöstlich der Stadt Ryn (Rhein).

## Geschichte
Das Dorf Trossen war zwischen 1874 und 1945 Teil des Amtsbezirks Orlen (polnisch Orło), der – 1938 in „Amtsbezirk Arlen“ umbenannt – zum Kreis Lötzen im Regierungsbezirk Gumbinnen (1905 bis 1945: Regierungsbezirk Allenstein) der preußischen Provinz Ostpreußen gehörte. 
Von 1874 bis 1913 war das Dorf auch dem Standesamt Orlen zugeordnet, kam nach dessen Auflösung dann bis 1945 zum Standesamt der Stadt Rhein (Ryn).
295 Einwohner waren in Trossen, in dessen Ortsbereich das Gut Wiesenthal (polnisch Bachorza) lag, im Jahre 1910 registriert. Ihre Zahl veränderte sich bis 1933 auf 282 und belief sich 1939 noch auf 262.
Aufgrund der Bestimmungen des Versailler Vertrags stimmte die Bevölkerung im Abstimmungsgebiet Allenstein, zu dem Trossen gehörte, am 11. Juli 1920 über die weitere staatliche Zugehörigkeit zu Ostpreußen (und damit zu Deutschland) oder den Anschluss an Polen ab. In Trossen stimmten 180 Einwohner für den Verbleib bei Ostpreußen, auf Polen entfielen keine Stimmen.
1945 kam Trossen in Kriegsfolge mit dem gesamten südlichen Ostpreußen zu Polen und erhielt die polnische Namensform „Tros“. Der Ort ist heute Sitz eines Schulzenamtes (polnisch sołectwo), in das neben Tros auch  Bachorza (Wiesenthal) und Canki (Waldhof) eingegliedert sind, und damit eine Ortschaft im Verbund der Stadt- und Landgemeinde Ryn (Rhein) im Powiat Giżycki (Kreis Lötzen), vor 1998 der Woiwodschaft Suwałki, seither der Woiwodschaft Ermland-Masuren zugehörig.

## Kirche
Bis 1945 war Trossen in die Evangelische Pfarrkirche Rhein in der Kirchenprovinz Ostpreußen der Kirche der Altpreußischen Union und in die Katholische Pfarrkirche St. Bruno Lötzen im Bistum Ermland eingepfarrt.
Heute gehört Tros zur Evangelischen Pfarrkirche in Ryn in der Diözese Masuren der Evangelisch-Augsburgischen Kirche in Polen und zur katholischen Pfarrkirche Unbefleckte Empfängnis Mariä in Ryn im Bistum Ełk (Lyck) der Römisch-katholischen Kirche in Polen.

## Schule
In Trossen bestand eine Schule, in der im Jahre 1945 einklassig unterrichtet wurde.

## Verkehr
Tros liegt an der bedeutenden polnischen Landesstraße DK 59 (einstige deutsche Reichsstraße 140), die die Kreise Giżycko (Lötzen), Mrągowo (Sensburg) und Szczytno (Ortelsburg) miteinander verbindet. Nach Tros führt außerdem ein Landweg, der von Sterławki Wielkie an der Woiwodschaftsstraße 592 über Jeziorko (Jesziorken, 1928 bis 1945 Preußenburg) nach hier führt.
Eine Bahnanbindung bestand für Tros von 1903 bis 1971. Bis zu diesem Zeitpunkt war die Bahnstrecke Reimsdorf–Rhein (Sławkowo–Ryn) der ehemaligen Rastenburger Kleinbahnen mit der Bahnstation in Waldhof (Canki) in Betrieb.